# Gichin Funakoshi
Gichin Funakoshi (jap. 船越義珍 Funakoshi Gichin; ur. 10 listopada 1868 w Shuri (dzisiejsze Naha), zm. 26 kwietnia 1957) – japoński mistrz karate określany mianem "ojca współczesnego karate". Pod jego okiem pobierali nauki tacy mistrzowie jak: Hironori Otsuka (wado-ryu), Masutatsu Ōyama (kyokushin) czy Hidetaka Nishiyama (karate tradycyjne).
To dzięki niemu karate stało się popularne na całym świecie. Nauki pobierał u mistrzów Ankō Azato i Yasutsune Ankō Itosu.

## Początki
Od pokoleń rodzina Funakoshiego była związana z pracą w administracji i należała do uprzywilejowanej kasty shizoku, tworzonej przez byłych samurajów. Dziadek ze strony ojca (Gifuku) był znanym konfucjańskim uczonym. Dzięki nauczaniu etyki konfucjańskiej córki głowy klanu i przyjaźni z jej ojcem, odłożył znaczną sumę pieniędzy. Ojciec Funakoshiego (Gisu) był ekspertem walki kijem (bojutsu), urzędnikiem niskiej rangi, ale też trwoniącym rodzinny majątek pijakiem. Z powodu biedy Funakoshi nie ożenił się aż do dwudziestego roku życia (co w tamtych realiach było bardzo zaawansowanym wiekiem do ożenku).
Funakoshi był jedyny synem i wcześniakiem urodzonym w roku przeprowadzenia Restauracji Meiji w dzielnicy Yamakawa-cho stolicy Okinawy. Był dzieckiem chorowitym, delikatnym, kruchym (stąd sugestia nauki karate; początkowo bez przekonania, ale pod koniec życia twierdził, że dzięki karate-do nigdy nie musiał chodzić do lekarzy i cieszył się dobrym zdrowiem), zamkniętym w sobie i rozpieszczanym przez dziadków ze strony matki (którzy go wychowywali). Dziadek nauczył go chińskiej klasyki konfucjańskiej. W szkole podstawowej zaprzyjaźnił się z synem mistrza karate Ankō Azato. W związku z zakazem praktykowania karate, treningi odbywały się nocą i w głębokiej tajemnicy (bez dojo i zawodowych instruktorów).
Żona Funakoshiego (Gosei) była bardzo pracowita, gospodarna, cicha i wspierająca męża w jego pasji. Pod jego wpływem także zaczęła trenować karate i "osiągnęła pełne zrozumienie sztuki". Doczekali się czterech synów: Giei (Yoshihide) Funakoshi, Giyu (Yoshihio) Funakoshi, Gigō (Yoshitaka) Funakoshi, Geiketsu Funakoshi i dwóch córek: Tsuru i Uto, z których tylko Gigō (Yoshitaka) Funakoshi zdobył uznanie jako karateka (o losie pozostałych niewiele wiadomo – wydaje się, że dwoje zmarło jako dzieci).
Po szkole sfałszował swoją metrykę urodzenia (na 1870 rok) aby móc zdawać egzaminy do szkoły medycznej w Tokio. Dostał się do niej, ale zrezygnował ze studiowania z powodu sprzeciwienia się jego rodziny wobec rządowego wymogu obcięcia chonmage (charakterystycznego uczesania pochodzącego jeszcze z czasów samurajów). W związku z tym postanowił zostać nauczycielem i po zdaniu egzaminów kwalifikacyjnych został zatrudniony w 1888 roku na stanowisku asystenta nauczyciela (przed podjęciem pracy musiał obciąć chonmage, co, w przeciwieństwie do poglądów jego rodziny, nie stanowiło dla niego problemu).
W ciągu dnia pracował w szkole, a nocami trenował karate (u mistrza Azato i/lub Itosu). Niedługo po tym jak uzyskał kolejny stopień awansu zawodowego (uczenie pierwszych klas) został przeniesiony do Naha i dzięki temu mógł więcej czasu poświęcać na trening. Na kolejny awans nie wyraził zgody, ponieważ wiązałoby to się z kolejnym przeniesieniem i utratą kontaktu ze swoimi mistrzami (poza Azato i Itosu: Kiyuna, Toono z Naha, Niigaki, Matsumura). Około 1921 roku zrezygnował z pracy w szkole (po otrzymaniu awansu na przełożonego szkoły na dalekich wyspach archipelagu – musiał zaopiekować się starą matką).

## Karate
W 1921 na stałe wyjechał z Okinawy do Japonii i tu rozwijał sztuki walki.
W 1936 po wieloletniej pracy nad propagowaniem sztuki walki, czy to w formie pokazów czy wydawaniu książek, Społeczny Komitet Wspierający Karate ofiarował mistrzowi budynek, w którym założył pierwsze oficjalne dojo, czyli miejsce do ćwiczeń. Ku zdziwieniu mistrza nad salą pojawiła się nazwa Shōtōkan (dom, siedziba falujących sosen), gdyż samego Funakoshiego nazywano Shōtō ("falujące sosny" - jego pseudonim literacki). Słowo shōtō można w tym wypadku rozumieć jako "szum wiatru wśród falujących sosen", zaś kan znaczy budynek, siedziba, obszerne pomieszczenie, pawilon. I tak już przyjęła się nazwa stylu i zarazem Szkoły Karate-do Shotokan, chociaż sam mistrz nie był tym faktem zachwycony, gdyż twierdził, że karate jest jedno, a dzielenie je na poszczególne style jest zwykłym wypaczeniem.
Mistrz Funakoshi nieustannie powtarzał, iż podstawowym celem treningu karate jest podsycanie w sobie ducha pokory, najważniejszej ze wszystkich postaw człowieka. "Nie wystarczy walczyć jak lew, lecz należy zawsze i bez wyjątku opowiadać się po stronie sprawiedliwości".
Koniec XIX wieku był bardzo trudnym okresem dla Japonii – ubóstwo materialne było powszechne. 
Pewnego dnia cierpiący biedę Funakoshi niósł manjū (rodzaj ciasteczek) przeznaczone do złożenia na ołtarzu domowym ojca jego żony. Nagle drogę zastąpili mu rabusie. Rozczarowali się tym, że ich łupem padnie zaledwie kilka ciasteczek. Lecz cóż, dobre i to. Mistrz oddał im je bez wahania, pozdrawiając ich na drogę. Jako ekspert sztuk walk, mógł bez żadnej trudności poradzić sobie z rabusiami. Mimo to z wielką pokorą potraktował napastników. Po powrocie opowiedział przygodę dwóm mistrzom, u których pobierał nauki. Co w takim razie zaniosłeś żonie? - zapytał jeden z nich. Na to Funakoshi odpowiedział: Skoro bez sprzeciwu oddałem rabusiom ciasteczka, żonie przyniosłem serce przepełnione modlitwą. Nauczyciele nie mogli ukryć swej wielkiej radości. Jeden zaś z nich wykrzyknął: Wreszcie zrozumiałeś na czym polega karate!
Okinawskie nazwy kata: Pinan, Naihanchi, Chinto, Bassai, Seishan, Jitt, Jiron, Sanachin zmienił na nazwy łatwiejsze dla Japończyków: Ten no kata, Chi no kata, Hito no kata, Empi, Gankaku, Hangestu, Meikyn, Hakko, Kiun, Shoto, Shoin, Hotaku, Sooko (nie wszystkie nowe nazwy wytrzymały próbę czasu).
Funakoshi zawsze twierdził, iż "karate to przede wszystkim unikanie przemocy". "Trenujcie po to, żebyście byli słabi, w tym tkwi siła", "zwycięstwo w pojedynku o nieistotne sprawy jest głupotą!", "uderzyć człowieka za to, że jest głupcem, oto dopiero głupota!". Był niezwyciężonym mistrzem, propagował aktywnie karate do końca swych dni, będąc niesłychanie sprawnym fizycznie.
Sprawy moralne zawsze stały u niego przed nauką techniki. I taką postawę zaszczepiał swoim uczniom. Tylko raz w życiu, w wieku 80 lat, obezwładnił rabusia ulicznego. Jednak do końca swych dni nie mógł sobie tego postępku wybaczyć, gdyż tak bardzo odbiegał od głoszonych przez niego poglądów.
Mistrz Funakoshi zmarł 26 kwietnia 1957. Karate ni sente nashi ("Karate nie jest sztuką agresji") - taki napis widnieje na obelisku w świątyni Enkaku-ji poświęconej pamięci twórcy współczesnego karate.

## Zrozumienie karate
1. "Musisz być śmiertelnie poważny na treningu [...] – w twych myślach musi być zawsze obecny twój przeciwnik [...]. Gdybyś chciał użyć w walce ciosu karate, musisz być pewien, że cios ten jest ciosem decydującym. Jeżeli masz jakiekolwiek wątpliwości, będziesz tym, który przegra [...]. Powinieneś ćwiczyć przez długi [...] czas, ale nie podskakując i ruszając rękami, jak marionetka - nie jest to nauka tańca. Nigdy nie trać serca; nie będziesz w stanie uchwycić kwintesencji karate-do - dotyczy ona całego, codziennego życia, życia które samo w sobie jest walką o przetrwanie. Każdy kto po niepowodzeniu przedsięwzięcia podejmuje starania powtórnie, odniesie w życiu sukces"[1].
2. "Ćwicz sercem i duszą, nie dbając o teorie. Bardzo często człowiek, który traci podstawowe predyspozycje ucieka do teorii [...]"[1].
3. nieprzetłumaczalne[1]
4. "Unikaj zarozumiałości i dogmatyzmu. Człowiek, który chodzi po ulicy dumnie, jakby była jego własnością nigdy nie osiągnie prawdy, nawet jeżeli jest aktualnie zdolnym karateką. Czasami słyszy się kogoś opowiadającego o swoich wyczynach. W karate zachowuje się tak zwykle początkujący, który nie może opanować swojej chęci pochwalenia się i pokazania - robiąc to ukazuje on w złym świetle nie tylko siebie, lecz także swoją sztukę"[1].
5. "Staraj się widzieć siebie samego takim jaki jesteś i staraj się poznać sedno pracy innych. Jako karateka będziesz oczywiście widział często innych ćwiczących. Kiedy spostrzeżesz coś ważnego w czasie treningu innych, staraj się to włączyć do swej własnej praktyki. Jednocześnie jeżeli ćwiczący, na którego patrzysz nie robi doskonale zapytaj siebie, czy ty w swojej praktyce nie popełniasz podobnych błędów. Każdy z nas ma dobre i słabe strony, przeznaczeniem człowieka jest rozwijanie tych dobrych, a ukrywanie złych"[1].
6. "Stosuj się do wymagań etycznych w życiu codziennym, tak prywatnym jak i publicznym. Na tej podstawie kształtują się opinie o tobie. W sztukach walki, a szczególnie karate-do wielu może niespodziewanie dokonać wielkiego postępu i w końcu stać się lepszym karateką od swego instruktora [...]. Często mówię moim młodszym kolegom, że nikt nie jest w stanie osiągnąć perfekcji w karate-do nim nie zrozumie, że jest to  przede wszystkim droga życia"[1].

## Dōjō-kun (Pięć zasad obowiązujących w dojo)

Dojo Kun

| Hitotsu! Jinkaku kansei-ni tsutomuru koto! Hitotsu! Makoto-no michi-wo mamoru koto! Hitotsu! Doryoku-no seishin-wo yashinau koto! Hitotsu! Reigi-wo omonzuru koto! Hitotsu! Kekki-no yū-wo imashimuru koto! | Po pierwsze! Dążyć do doskonałości charakteru! Po pierwsze! Bronić drogi prawdy! Po pierwsze! Krzewić ducha wysiłku! Po pierwsze! Szanować zasady etykiety! Po pierwsze! Strzec się porywczej odwagi! |

## Nijū-kun (Dwadzieścia zasad)
| 空手道は礼に始まり礼に終る事を忘るな                      | KARATEDŌ WA REI NI HAJIMARI REI NI OWARU KOTO WO WASURU NA                | Karate zaczyna się i kończy pozdrowieniem.                                                  |
| 空手に先手なし                                            | KARATE NI SENTE NASHI                                                     | Karate nie jest formą agresji.                                                              |
| 空手は義の補（たす）け                                    | KARATE WA GI NO TASUKE                                                    | Karate jest prawością i wdzięcznością.                                                      |
| 先づ自己を知れ而して他を知れ                              | MAZU JIKO WO SHIRE SHIKOSHITE TAO WO SHIRE                                | Karate jest drogą do zrozumienia samego siebie i innych.                                    |
| 技術より心術                                              | GIJUTSU YORI SHINJUTSU                                                    | Duch jest zawsze pierwszy, technika zawsze druga.                                           |
| 心は放（はな）たん事を要す                                | KOKORO WA HANATAN KOTO WO YŌSU                                            | Zawsze bądź gotowy do otwarcia swojego umysłu.                                              |
| 禍（わざわい）は懈怠（かいたい）に生ず                    | WAZAWAI WA KETAI (KAITAI) NI SHŌZU                                        | Karate uczy nas, że niepowodzenie uderza w nas bardziej kiedy jest rezygnacją.              |
| 道場のみの空手と思ふな                                    | DŌJŌ NOMI NO KARATE TO OMOU NA                                            | Karate ma istnieć nie tylko w dojo.                                                         |
| 空手の修業は一生である                                    | KARATE NO SHŪGYŌ WA ISSHŌ DE ARU                                          | Karate jest zasadą dla całego twojego życia.                                                |
| 凡ゆるものを空手化せよ其処に妙味あり                      | ARAYURU MONO WO KARATEKA SEYO SOKO NI MYŌMI ARI                           | Duch Karate musi zachęcać i stanowić radość dla wszystkich poczynań.                        |
| 空手は湯の如し絶えず熱度を与えざれば 元の水に還（かえ）る | KARATE WA YU NO GOTOSHI TAEZU NETSUDO WO ATAEZAREBA MOTO NO MIZU NI KAERU | Karate musi współistnieć z ogniem twojej duszy.                                             |
| 勝つ考は持つな負けぬ考は必要                              | KATSU KANGAE WA MOTSU NA MAKENU KANGAE WA HITSUYŌ                         | Karate nie oznacza zwycięstwa, ideą jest nie przegrać.                                      |
| 敵に因って轉化せよ                                        | TEKI NI YOTTE TENKA SEYO                                                  | Duch musi być niepodobny do swoich przeciwników.                                            |
| 戦は虚実の操縦如何に在り                                  | TATAKAI WA KYOJITSU NO SŌJŪ IKAN NI ARI                                   | Koncentracja i wypoczynek muszą być używane we właściwym czasie.                            |
| 人の手足を剣と思へ                                        | HITO NO TEASHI WO KEN TO OMOU                                             | Myśl o swoich rękach i stopach jak o mieczach.                                              |
| 男子門を出づれば百万の敵あり                              | DANSHIMON WO IZUREBA HYAKUMAN NO TEKI ARI                                 | Karate jest myśleniem, że cały świat może obrócić się przeciw tobie.                        |
| 構は初心者に後は自然体                                    | KAMAE WA SHOSHINSHA NI ATO WA SHIZENTAI                                   | Karateka zawsze pozostaje w gotowości.                                                      |
| 形は正しく実戦は別物                                      | KATA WA TADASHIKU JISSEN WA BETSUMONO                                     | Kata jest doskonałością stylu, zastosowanie jest następne.                                  |
| 力の強弱体の伸縮技の緩急を忘るな                          | CHIKARA NO KYŌJAKU KARADA NO SHINSHUKU WAZA NO KANKYŪ WO WASURU NA        | Tak jak łuk, karateka musi mieć zdolność napinania się i kurczenia, szybkości i powolności. |
| 常に思念工夫せよ                                          | TSUNE NI SHINEN KUFŪ SEYO                                                 | Duch musi zawsze dążyć do doskonałości.                                                     |